# ウィッチンケア
『ウィッチンケア』（Witchenkare）は、東京都町田市在住のフリーランス編集者・ライターの多田洋一が自身の屋号「yoichijerry」のもと、企画・編集・製作を担当したインディペンデントの文芸創作誌。
2010年4月1日に創刊され、以後（特例を除き）毎年4月頭に刊行される「年刊」体制が敷かれている。最新号は、2025年4月1日刊行の vol.15。

## 概要
発行人・多田洋一が「ぜひこの人に」と寄稿依頼をした書き手の書き下ろし作品をまとめた、年刊の文芸創作誌。雑誌タイトルは、"kitchenware"（台所まわり）のスペルのkとwを入れ換えた造語とのこと。

## 寄稿者
ウィッチンケア Vol.1 (2010)
- 神田ぱん／我妻俊樹／藤森陽子／浅生ハルミン／友田聡／多田洋一

ウィッチンケア Vol.2 (2011)
- 木村重樹／やまきひろみ／武田徹／高橋美夕紀／中野純／多田洋一／大西寿男／我妻俊樹／友田聡／浅生ハルミン／野上郁哉／吉永嘉明／藤森陽子／稲葉なおと

ウィッチンケア Vol.3 (2012)
- 中野純／仲俣暁生／久保憲司／かとうちあき／池本良介／小田嶋久恵／武田徹／栗原裕一郎／浅生ハルミン／多田洋一／藤森陽子／吉永嘉明／大西寿男／我妻俊樹／木村カナ／稲葉なおと／澤水月／友田聡／やまきひろみ／高橋宏文／木村重樹／多田遠志

ウィッチンケア Vol.4 (2013)
- 藤森陽子／長谷川町蔵／滝口ミラ／堀井憲一郎／五所純子／仲俣暁生／我妻俊樹／林海象／江口研一／出門みずよ ×  中野純／小田島久恵／武田徹／かとうちあき／辻本力／千木良悠子／多田洋一／木村カナ ／山田慎／小川たまか／友田聡／大西寿男／開発チエ／久保憲司／やまきひろみ／木村重樹／橋本浩／岡倉大恭／希屋の浦／吉永嘉明

ウィッチンケア Vol.5 (2014)
- 柳瀬博一／木村カナ／我妻俊樹／後藤ひかり／枝野幸男／開沼博／美馬亜貴子／桜井鈴茂／長谷川町蔵／武田徹／久保憲司／辻本力／かとうちあき／中野純／将口真明／仲俣暁生／小川たまか／播磨秀史／北條一浩／谷亜ヒロコ／木村重樹／江口研一／藤森陽子／多田洋一／吉田亮人／やまきひろみ／山田慎／三浦恵美子／吉永嘉明／友田聡／希屋の浦／東間嶺／岩崎眞美子／出門みずよ

ウィッチンケア Vol.6 (2015)
- 仲俣暁生／西森路代／開沼博／姫乃たま／武田砂鉄／宇田智子／吉田亮人／野村佑香／大澤聡／若杉実／中野純／谷亜ヒロコ／東間嶺／小川たまか／西牟田靖／久保憲司／藤森陽子／井上健一郎／我妻俊樹／木村重樹／諸星久美／大西寿男／辻本力／友田聡／出門みずよ／荒木優太／山田慎／三浦恵美子／柳瀬博一／長谷川町蔵／円堂都司昭／かとうちあき／須川善行／後藤ひかり／武田徹／美馬亜貴子／多田洋一

ウィッチンケア Vol.7 (2016)
- 武田徹／長谷川町蔵／インベカヲリ★／矢野利裕／ナカムラクニオ ＆ 大六野礼子／姫乃たま／柳瀬博一／朝井麻由美／武田砂鉄／太田豊／野村佑香／木村重樹／オオクボキイチ／中野純／三浦恵美子／多田洋一／古川美穂／かとうちあき／我妻俊樹／久禮亮太／美馬亜貴子／木原正／出門みずよ／東間嶺／吉田亮人／小川たまか／辻本力／友田 聡／西牟田靖／藤森陽子／大西寿男／荒木優太／谷亜ヒロコ／円堂都司昭／久保憲司／仲俣暁生／開沼博

ウィッチンケア Vol.8 (2017)
- 開沼博／朝井麻由美／清和太一／荻原魚雷／木村綾子／古川美穂／矢野利裕／中野純／武田砂鉄／かとうちあき／円堂都司昭／水谷慎吾／武田徹／木村重樹／松井祐輔／多田洋一／大西寿男／小川たまか／西牟田靖／柳瀬博一／長谷川町蔵／美馬亜貴子／久保憲司／野村佑香／谷亜ヒロコ／須川善行／ナカムラクニオ／我妻俊樹／中島水緒／吉田亮人／東間嶺／仲俣暁生

ウィッチンケア Vol.9 (2018)
- 宮崎智之／柴那典／長谷川町蔵／長田果純／小川たまか／円堂都司昭／中野純／仲俣暁生／西田亮介／かとうちあき／矢野利裕／多田洋一／武田砂鉄／柳瀬博一／荻原魚雷／武田徹／吉田亮人／美馬亜貴子／古川美穂／大西寿男／朝井麻由美／西牟田靖／谷亜ヒロコ／久山めぐみ／須川善行／若杉実／藤森陽子／開沼博／木村重樹／久保憲司／東間嶺／松井祐輔／ナカムラクニオ／我妻俊樹

ウィッチンケア Vol.10 (2019)
- 朝井麻由美／インベカヲリ★／小川たまか／武田砂鉄／柴那典／トミヤマユキコ／美馬亜貴子／我妻俊樹／宇野津暢子／柳瀬博一／長谷川町蔵／野村佑香／武田徹／西田亮介／ナカムラクニオ／ふくだりょうこ／多田洋一／長田果純／宮崎智之／谷亜ヒロコ／荻原魚雷／若杉実／西牟田靖／かとうちあき／矢野利裕／吉田亮人／東間嶺／久山めぐみ／木村重樹／松井祐輔／開沼博／久保憲司／藤森陽子／仲俣暁生／中野純

ウィッチンケア Vol.11 (2021)
- オザワミカ／長谷川裕／久保憲司／カツセマサヒコ／朝井麻由美／久山めぐみ／仲俣暁生／小川たまか／柴那典／長谷川町蔵／トミヤマユキコ／武田徹／谷亜ヒロコ／清水伸宏／古川美穂／多田洋一／武田砂鉄／我妻俊樹／藤森陽子／柳瀬博一／中野純／美馬亜貴子／東間嶺／宇野津暢子／荻原魚雷／宮崎智之／かとうちあき／吉田亮人／ふくだりょうこ／ナカムラクニオ／木村重樹／矢野利裕

ウィッチンケア Vol.12 (2022)
- トミヤマユキコ／矢野利裕／ふくだりょうこ／武田徹／長井優希乃／カツセマサヒコ／インベカヲリ★／木村重樹／姫乃たま／ジェレミー・ウールズィー／すずめ園／武田砂鉄／青柳菜摘／長谷川町蔵／スイスイ／仲俣暁生／蜂本みさ／柳瀬博一／野村佑香／長谷川裕／美馬亜貴子／多田洋一／はましゃか／武藤充／宇野津暢子／柴那典／山本莉会／宮崎智之／久山めぐみ／吉田亮人／藤森陽子／中野純／かとうちあき／荻原魚雷／東間嶺／我妻俊樹／久保憲司／ナカムラクニオ／清水伸宏／朝井麻由美／谷亜ヒロコ／小川たまか

ウィッチンケア Vol.13 (2023)
- 荻原魚雷／中野純／野村佑香／加藤一陽／蜂本みさ／コメカ／木俣冬／久禮亮太／すずめ園／荒木優太／美馬亜貴子／武田徹／久山めぐみ／柳瀬博一／朝井麻由美／武田砂鉄／宇野津暢子／多田洋一／トミヤマユキコ／長谷川町蔵／小川たまか／吉田亮人／谷亜ヒロコ／武藤充／久保憲司／仲俣暁生／柴那典／清水伸宏／ふくだりょうこ／矢野利裕／藤森陽子／木村重樹／宮崎智之／東間嶺／かとうちあき／山本莉会／我妻俊樹

ウィッチンケア Vol.14 (2024)
- 谷亜ヒロコ／鶴見済／古賀及子／木村重樹／オルタナ旧市街／我妻俊樹／トミヤマユキコ／九龍ジョー／内山結愛／長谷川町蔵／小川たまか／コメカ／星野文月／武田砂鉄／絶対に終電を逃さない女／武田徹／３月クララ／加藤一陽／木俣冬／稲葉将樹／武塙麻衣子／多田洋一／宇野津暢子／中野純／すずめ園／仲俣暁生／藤森陽子／武藤充／朝井麻由美／宮崎智之／野村佑香／柳瀬博一／吉田亮人／美馬亜貴子／久禮亮太／かとうちあき／清水伸宏／ふくだりょうこ／荻原魚雷／蜂本みさ／東間嶺／久保憲司

ウィッチンケア Vol.15 (2025)
- 綿野恵太／藤森陽子／渡辺祐真／木俣冬／カツセマサヒコ／関野らん／木村重樹／山本アマネ／鶴見済／武塙麻衣子／加藤一陽／朝井麻由美／中野純／早乙女ぐりこ／武田砂鉄／内山結愛／佐々木敦／オルタナ旧市街／清水伸宏／絶対に終電を逃さない女／長谷川町蔵／かとうちあき／多田洋一／星野文月／コメカ／小川たまか／武田徹／蜂本みさ／宮崎智之／３月クララ／稲葉将樹／すずめ園／荻原魚雷／仲俣暁生／トミヤマユキコ／吉田亮人／野村佑香／久禮亮太／うのつのぶこ／武藤充／ふくだりょうこ／我妻俊樹／美馬亜貴子／久保憲司／谷亜ヒロコ／柳瀬博一／東間嶺

## バックナンバー
|        | 発売日       | タイトル              |
| ------ | ------------ | --------------------- |
| vol.1  | 2010年4月1日 | ウィッチンケア Vol.1  |
| vol.2  | 2011年4月1日 | ウィッチンケア Vol.2  |
| vol.3  | 2012年4月1日 | ウィッチンケア Vol.3  |
| vol.4  | 2013年4月1日 | ウィッチンケア Vol.4  |
| vol.5  | 2014年4月1日 | ウィッチンケア Vol.5  |
| vol.6  | 2015年4月1日 | ウィッチンケア Vol.6  |
| vol.7  | 2016年4月1日 | ウィッチンケア Vol.7  |
| vol.8  | 2017年4月1日 | ウィッチンケア Vol.8  |
| vol.9  | 2018年4月1日 | ウィッチンケア Vol.9  |
| vol.10 | 2019年4月1日 | ウィッチンケア Vol.10 |
| vol.11 | 2021年4月1日 | ウィッチンケア Vol.11 |
| vol.12 | 2022年4月1日 | ウィッチンケア Vol.12 |
| vol.13 | 2023年4月1日 | ウィッチンケア Vol.13 |
| vol.14 | 2024年4月1日 | ウィッチンケア Vol.14 |
| vol.15 | 2025年4月1日 | ウィッチンケア Vol.15 |